# مارك غرو
مارك غرو (بالإنجليزية: Mark Grew) هو لاعب كرة قدم ومدرب كرة قدم بريطاني في مركز حراسة المرمى، ولد في 15 فبراير 1958 في بيلستون ‏ في المملكة المتحدة. لعب مع أولدهام أثلتيك وإيبسويتش تاون وبلاكبيرن روفرز وبورت فايل وكارديف سيتي وليستر سيتي ونادي فولهام ونادي هدنسفورد تاون ووست بروميتش ألبيون وويغان أتلتيك.

## وصلات خارجية
- مارك غرو على موقع قاعدة بيانات كرة القدم.إي يو (الإنجليزية)
- مارك غرو على موقع Soccerbase.com (مدرب) (الإنجليزية)